# Jack Ramsay (homme politique)
 (novembre 2019).
Si vous disposez d'ouvrages ou d'articles de référence ou si vous connaissez des sites web de qualité traitant du thème abordé ici, merci de compléter l'article en donnant les références utiles à sa vérifiabilité et en les liant à la section « Notes et références ».
Jack Ramsay (né le 23 août 1937) est un homme politique canadien. Il a été élu à la Chambre des communes sous la bannière réformiste lors des élections générales de 1993 dans la circonscription de Crowfoot.